# Las asambleístas

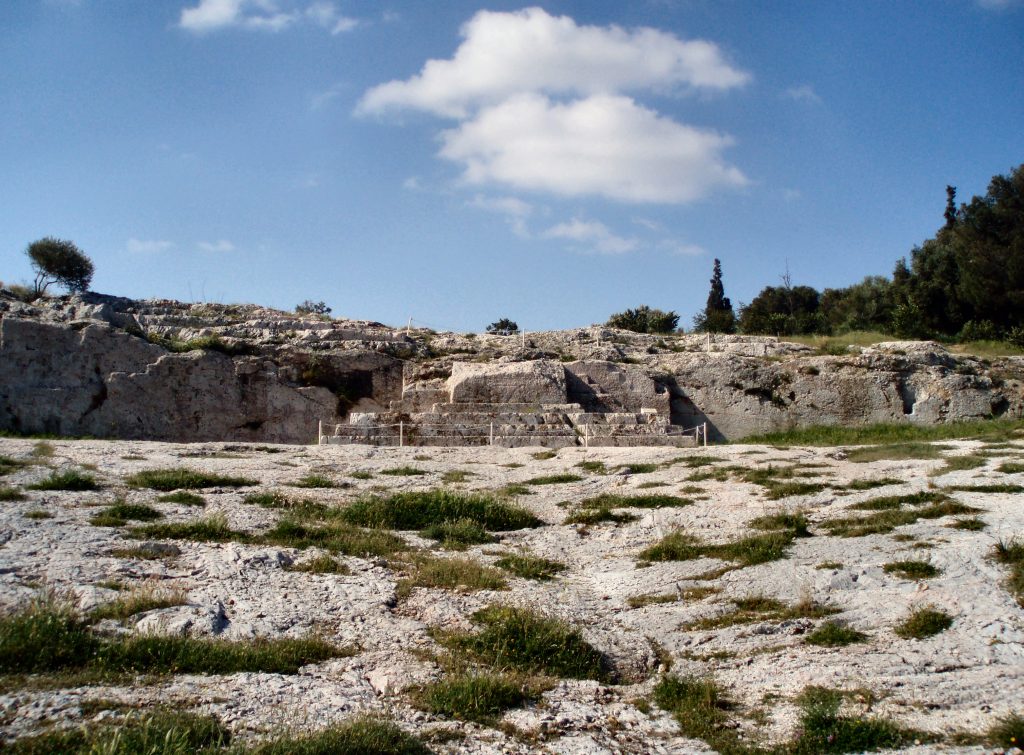
El lugar de convocatoria de la asamblea.

Las asambleístas o La asamblea de las mujeres (también conocida como Las Junteras o Las eclesiazusas, forma latinizada del título griego antiguo, Ἐκκλησιάζουσαι: Ekklesiazousai) es una obra teatral de Aristófanes escrita en el 392 a. C. y parecida a Lisístrata en el sentido de que gran parte de la comedia procede de la participación de las mujeres en la política, si bien está mucho más infundida por los problemas de género que ésta. Esta obra muestra también un cambio en el estilo de la comedia griega clásica, tras el corto periodo de oligarquía tras la guerra del Peloponeso, o al menos un intento del mismo. Parece ser una mezcla de los dos estilos que funciona al principio, pero fracasa al final. 
Según la historiadora francesa Claude Mossé, esta pieza teatral «debe incluirse en la relación de antecedentes antiguos del socialismo» ya que en ella, la protagonista Praxágora, al frente de las mujeres de Atenas, instaura «un régimen de comunismo integral: todos los bienes se colectivizan, y todos gozarán de ellos por igual. Entre estos bienes figuran las mujeres que, al igual que los niños, serán de todos en común». Por otro lado, se ha de tener presente que estos conceptos centrales de la obra (mujeres en el gobierno y comunismo) no eran sugerencias legítimas de Aristófanes, sino una premisa estrafalaria cuyo objetivo era criticar el gobierno ateniense de la época.

## Argumento
La obra trata sobre un grupo de mujeres encabezado por Praxágora, que ha decidido que las mujeres deben convencer a los hombres para que les cedan el control de Atenas, pues ellas podrán gobernarla mejor que como lo han hecho ellos. Las mujeres disfrazadas de hombres, se cuelan en la asamblea y votan la medida, convenciendo a algunos hombres para que voten por ella debido a que es la única cosa que no han probado aún. 
Las mujeres instituyen entonces un gobierno protocomunista en el que el estado da alimento, hogar y cuidado en general a todos los atenienses. Imponen una idea de igualdad permitiendo que cualquier hombre duerma con cualquier mujer, con la condición de que lo haga con una mujer fea antes de poder hacerlo con una guapa. Esto refleja un punto de vista común sobre las mujeres de la época; dado que nunca poseían nada y tenían que compartir todo, era más probable que las mujeres quisieran poseer cosas comunalmente. La igualdad obligatoria también es en cierta forma una declaración política además de social. Tras la oligarquía gobernante que siguió al fin de la guerra, los atenienses hicieron valer su democracia e igualdad con mucha fuerza, hasta el punto de que, aunque era una clara exageración, la obra dejó seguramente clara su opinión sobre la excesiva democracia.
Hay una escena en la que dos hombres conversan. Uno de ellos está de acuerdo con el nuevo gobierno, dando sus propiedades a las mujeres y obedeciendo sus órdenes. El otro no desea renunciar a sus propiedades, pero está más que dispuesto a aprovechar la comida gratis
Como curiosidad, la obra contiene la palabra griega más larga conocida, que es el nombre de un plato.

## Significado
Claude Mossé ha destacado que la obra fue representada «en Atenas en los primeros años del siglo IV», un momento en que las desgracias de la guerra del Peloponeso «se presentan en toda su amplitud. Los campos del Ática están destruidos, la explotación de las minas interrumpida. El imperio se ha hundido bajo los golpes de Esparta, y mercaderes y navíos huyen del Pireo. Sin embargo, en Atenas, los que sueñan con la revancha están dispuestos a votar nuevas expediciones. El poeta imagina que, de cara a estos desórdenes, frente a esta incapacidad de los dirigentes, las mujeres de Atenas deciden tomar en sus manos los asuntos de la ciudad... Es necesario decir que Aristófanes trató el tema en tono humorístico... Sin embargo, merecen ser destacados tres puntos: en principio, la elección del tema es significativa de que en ciertos medios atenienses el problema del "comunismo" estaba a la orden del día; en segundo lugar, destacan los motivos expuestos por Praxágora para justificar el carácter radical de su reforma:

Diré que es necesario que todos pongan sus bienes en común, que todos tengan su parte y reciban el mismo terreno; no es correcto que uno sea rico y otro miserable; que éste cultive una zona inmensa y aquél no tenga donde caerse muerto; que fulano tenga a su servicio numerosos esclavos y mengano ni un solo criado.

La argumentación de Praxágora evidencia la estrecha relación existente entre la crisis social que afecta a la ciudad y la elaboración de doctrinas igualitarias o comunistas. Y como último aspecto, cuando su esposo le pregunta: "¿Quién cultivará la tierra?", Praxágora responde: "Los esclavos. Tú no tendrás más preocupación que , cuando la sombra sea de diez pies, ir, tan elegante, a comer". Como ya hemos indicado a propósito de la politeia de Faleas de Calcedonia o de Hipodamo de Mileto, los teóricos no pueden concebir una sociedad igualitaria o comunista sin su necesaria contrapartida: la esclavitud. [...] No sólo la vida comunitaria es gozada únicamente por los hombres libres, sino que sólo es posible cuando éstos están dispensados del trabajo productivo, que se deja en manos de los inferiores o de los esclavos. De nuevo se perfila en segundo plano el modelo espartano».